# Neurolaeninae
Neurolaeninae (Rydb.) Stuessy, 1977 è una sottotribù di piante spermatofite dicotiledoni appartenenti alla famiglia Asteraceae (sottofamiglia Asteroideae, tribù Neurolaeneae).

## Etimologia
Il nome scientifico di questa sottotribù (derivato dal suo genere tipo Neurolaena) è stato definito per la prima volta dal botanico americano (di origine svedese) Per Axel Rydberg (1860 - 1931), primo curatore del "New York Botanical Garden Herbarium", perfezionato in seguito dal botanico contemporaneo Tod Falor Stuessy (1943-) assieme ai botanici Billie Lee Turner (1925-) e Albert Michael Powell (1937-) nella pubblicazione "The biology and chemistry of the Compositae - 2: 645 (1977)." del 1977.

## Descrizione
L'habitus delle specie di questa sottotribù è erbaceo (annuale o perenne) o arbustivo; sono presenti anche piccoli alberi.
La disposizione delle foglie lungo il caule può essere sia alternata che opposta. In alcuni casi sono disposte a spirale.
Le infiorescenze sono composte da capolini terminali di tipo discoide o radiato, raggruppati in cime terminali panicoliforme o corimbose. I capolini sono formati da un involucro a forma da cilindrica a emisferica composto da diverse squame (o brattee) subuguali o scalate in altezza (raramente dimorfiche), disposte in modo embricato su 2 - 8 serie al cui interno un ricettacolo da convesso a conico e provvisto di pagliette (raramente ne è privo), fa da base ai fiori di due tipi: quelli esterni del raggio e quelli più interni del disco.
Formula fiorale: per queste piante viene indicata la seguente formula fiorale:
* K 0/5, C (5), A (5), G (2), infero, achenio
I fiori sono tetraciclici (a cinque verticilli: calice – corolla – androceo – gineceo) e pentameri (ogni verticillo ha 5 elementi). I fiori del raggio sono femminili. I fiori del disco sono ermafroditi; le corolle sono provviste di evidenti canali resiniferi disposti lungo le vene dalla gola fino ai lobi. Il calice è ridotto ad una coroncina di squame.
L'androceo è formato da 5 stami con filamenti liberi, pelosi e antere saldate in un manicotto circondante lo stilo. Le ante sono provviste di speroni senza code e con appendici a forma deltata o ovata; sulla faccia abassiale sono presenti dei tricomi ghiandolari (in alcune specie tale parte è glabra). L'endotecio si presenta con 1 - 3 ispessimenti polari.
Il gineceo ha un ovario uniloculare infero formato da due carpelli..  Gli stigmi dello stilo sono provvisti di aree stigmatiche parallele (che non confluiscono); gli apici sono da acuti a acuminati (gli stigmi dei fiori del raggio hanno apici affusolati).
I frutti sono degli acheni con pappo. Gli acheni hanno forme da obconiche a obpiramidali, raramente quadrate o urceolate. Il pappo è persistente ed è formato da numerose setole o scaglie di dimensioni uguali o diseguali, raramente è presente una corona.

## Biologia
- Impollinazione: l'impollinazione avviene tramite insetti (impollinazione entomogama).
- Riproduzione: la fecondazione avviene fondamentalmente tramite l'impollinazione dei fiori (vedi sopra).
- Dispersione: i semi cadendo a terra sono successivamente dispersi soprattutto da insetti tipo formiche (disseminazione mirmecoria).

## Distribuzione e habitat
Le specie di questo gruppo sono tutte neotropicali e buona parte distribuite nel Messico. Nella tabella sottostante è indicata la distribuzione specifica per ogni genere.

## Tassonomia
La famiglia di appartenenza della sottotribù (Asteraceae o Compositae, nomen conservandum) è la più numerosa del mondo vegetale e comprende oltre 23000 specie distribuite su 1535 generi (22750 specie e 1530 generi secondo altre fonti). La sottofamiglia (Asteroideae) è una delle 12 sottofamiglie nella quale è stata suddivisa la famiglia Asteraceae, mentre Neurolaeneae è una delle 21 tribù della sottofamiglia. La tribù Neurolaeneae a sua volta è suddivisa in 3 sottotribù (Neurolaeninae è una di queste).

In precedenza questa sottotribù era descritta all'interno della tribù Heliantheae con un numero maggiore di generi ora confluiti in altri gruppi H. Robinson (Robinson, 1981).

Il numero cromosomico delle specie di questa sottotribù varia da 2n = 22 a 2n = 38.

### Composizione della sottotribù
La sottotribù Neurolaeninae comprende 3 generi e circa 135 specie.

| Genere                          | N. specie                        | Distribuzione               |
| ------------------------------- | -------------------------------- | --------------------------- |
| Calea L., 1763                  | 125 spp.                         | Zone neotropicali           |
| Greenmaniella W.M. Sharp., 1935 | 1 sp. (G. resinosa W.M. Sharp.). | Messico (zone del nord-est) |
| Neurolaena R. Br., 1817         | 11 spp.                          | Zone neotropicali           |

### Chiave per i generi
Per meglio comprendere ed individuare i vari generi della sottotribù l'elenco seguente utilizza il sistema delle chiavi analitiche:

- Gruppo 1A: la disposizione delle foglie lungo il caule è alternata; la lamina delle foglie ha una forma ovata, oppure ovata ma con angoli (simile ad una cazzuola), oppure debolmente trilobata, ma mai lineare;

genere Greenmaniella: il pappo degli acheni è ridotto a una piccola corona con 4 minute scaglie agli angoli del frutto.
genere Neurolaena: il pappo degli acheni è formato da setole multiple.
- Gruppo 1B: la disposizione delle foglie lungo il caule è opposta, se è alternata allora la forma della lamina è lineare;

genere Calea.